# سیارک ۲۳۸۶۷
سیارک ۲۳۸۶۷ (به انگلیسی: 23867 Cathsoto، نامگذاری:1998RG71) بیست و سه هزار و هشتصد و شصت و هفتمین سیارک کشف شده‌است که در ۱۴ سپتامبر ۱۹۹۸ کشف شد.
قدر مطلق سیارک برابر ۱۴.۸ است.